# Dezember 2001
Portal Geschichte | Portal Biografien | Aktuelle Ereignisse | Jahreskalender | Tagesartikel

◄ |
20. Jahrhundert |
21. Jahrhundert

◄ |
1970er |
1980er |
1990er |
2000er
| 2010er | 2020er | 2030er | ►

◄ |
1997 |
1998 |
1999 |
2000 |
2001
| 2002 | 2003 | 2004 | 2005 | ►

◄ |
September 2001 |
Oktober 2001 |
November 2001 |
Dezember 2001 |
Januar 2002 |
Februar 2002 |
März 2002 |
►
Dieser Artikel behandelt tagesbezogene Nachrichten und Ereignisse im Dezember 2001.

## Tagesgeschehen

### Samstag, 1. Dezember 2001
- Taipeh/Taiwan: Bei der Parlamentswahl in Taiwan gewinnt die Demokratische Fortschrittspartei des im Vorjahr gewählten Präsidenten Chen Shui-bian Stimmenanteile hinzu, jedoch behalten die in Opposition zur Regierung stehenden Parteien eine knappe Mehrheit.[1]

### Sonntag, 2. Dezember 2001

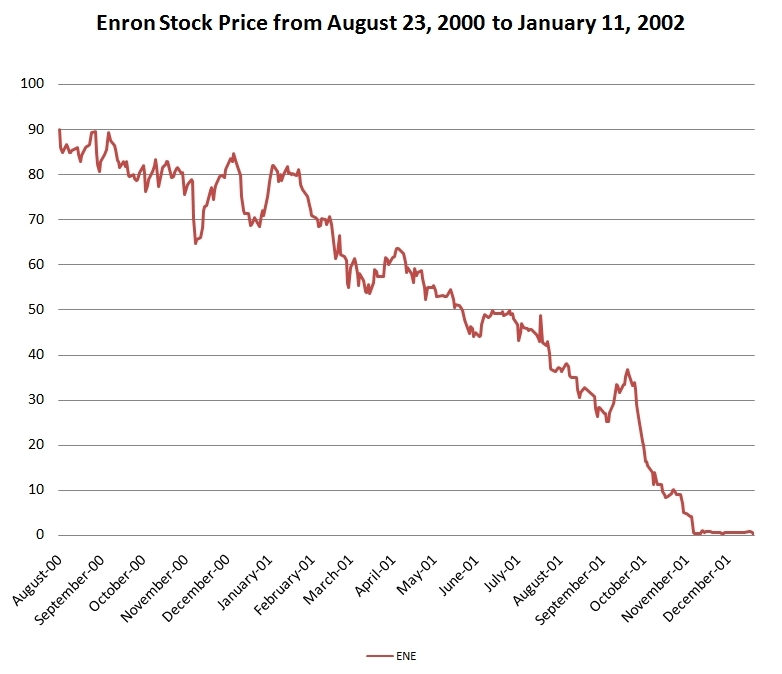
Enrons Aktienkurs seit August 2000

- Bern/Schweiz: Eine Abschaffung der Schweizer Armee befürworten in einer Volksabstimmung nur 20 % der Stimmberechtigten. Es war bereits die zweite Abschaffungsinitiative der Gruppe für eine Schweiz ohne Armee.[2]
- Houston/Vereinigte Staaten: Einer der größten US-amerikanischen Energiekonzerne, Enron, meldet Konkurs an. Es kursieren Gerüchte über massive Bilanzfälschung und Insiderhandel. Rund 20.000 Angestellte verlieren ihren Arbeitsplatz.[3]

### Dienstag, 4. Dezember 2001

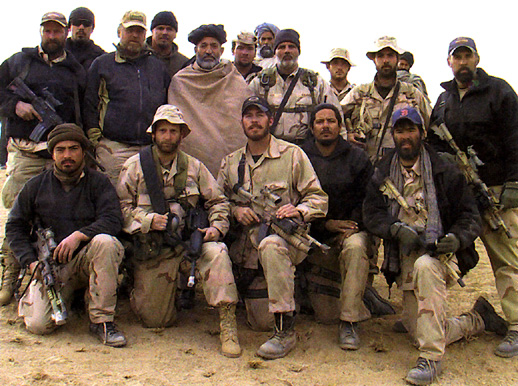
Hamid Karzai, umgeben von Mitgliedern
der US-Streitkräfte

- Bonn/Deutschland: Im Petersberg-Prozess einigen sich Politiker aus Afghanistan auf eine Übergangsregierung für ihr von der Taliban-Bewegung regiertes Heimatland, das sich dem Bündnis NATO bislang militärisch unterlegen zeigt. Als Ziel der neuen Regierung unter Führung von Hamid Karzai wird die Demokratisierung Afghanistans ausgegeben.[4]

### Mittwoch, 5. Dezember 2001
- Maputo/Mosambik: Der seit 1986 amtierende Präsident Joaquim Alberto Chissano von der Mosambikanischen Befreiungsfront setzt sich mit circa 52 % der Stimmen in der Stichwahl der Präsidentschaftswahl gegen Afonso Dhlakama von der Partei Nationaler Widerstand Mosambiks durch.[5]
- Sri Jayewardenepura/Sri Lanka: Bei der Parlamentswahl gewinnt die oppositionelle Parteienkoalition der United National Front gegenüber der letzten Wahl deutlich an Stimmen hinzu, verfehlt jedoch die absolute Mehrheit. Die People’s Alliance als stärkste Kraft aus der bisherigen Regierungskoalition verliert bei den Wählerstimmen knapp 8 Prozentpunkte und vereint mit gut 37 % die zweitmeisten Stimmen auf sich.[6]

### Samstag, 8. Dezember 2001
- Brüssel/Belgien: Der EU-Japan-Aktionsplan wird verabschiedet. Er sieht die Vertiefung der wirtschaftlichen Beziehungen, der sicherheitspolitischen Zusammenarbeit sowie mehr kulturellen Austausch vor.[7]
- Oberhausen/Deutschland: Der ukrainische Boxer Vitali Klitschko gewinnt seinen Kampf gegen Ross Puritty aus den Vereinigten Staaten durch technischen K. o. und gilt nun als Herausforderer auf den WM-Titel im Schwergewicht des Verbands WBC. Puritty fügte Vitalis Bruder Wladimir 1998 die erste Niederlage in dessen Profikarriere zu.[8]

### Dienstag, 11. Dezember 2001
- Genf/Schweiz: Die bis Mitte der 1980er Jahre weitgehend von der Weltwirtschaft abgeschottete Volksrepublik China tritt der Welthandelsorganisation (WTO) bei. Damit akzeptiert sie u. a. das Allgemeine Abkommen über den Handel mit Dienstleistungen sowie das Übereinkommen über handelsbezogene Aspekte der Rechte des geistigen Eigentums.[9]

### Donnerstag, 13. Dezember 2001
- Neu-Delhi/Indien: Bei einem Terroranschlag der islamistischen Jaish-e Mohammed auf das Indische Parlament sterben 14 Menschen, darunter 5 der Terroristen.[10]

### Freitag, 14. Dezember 2001

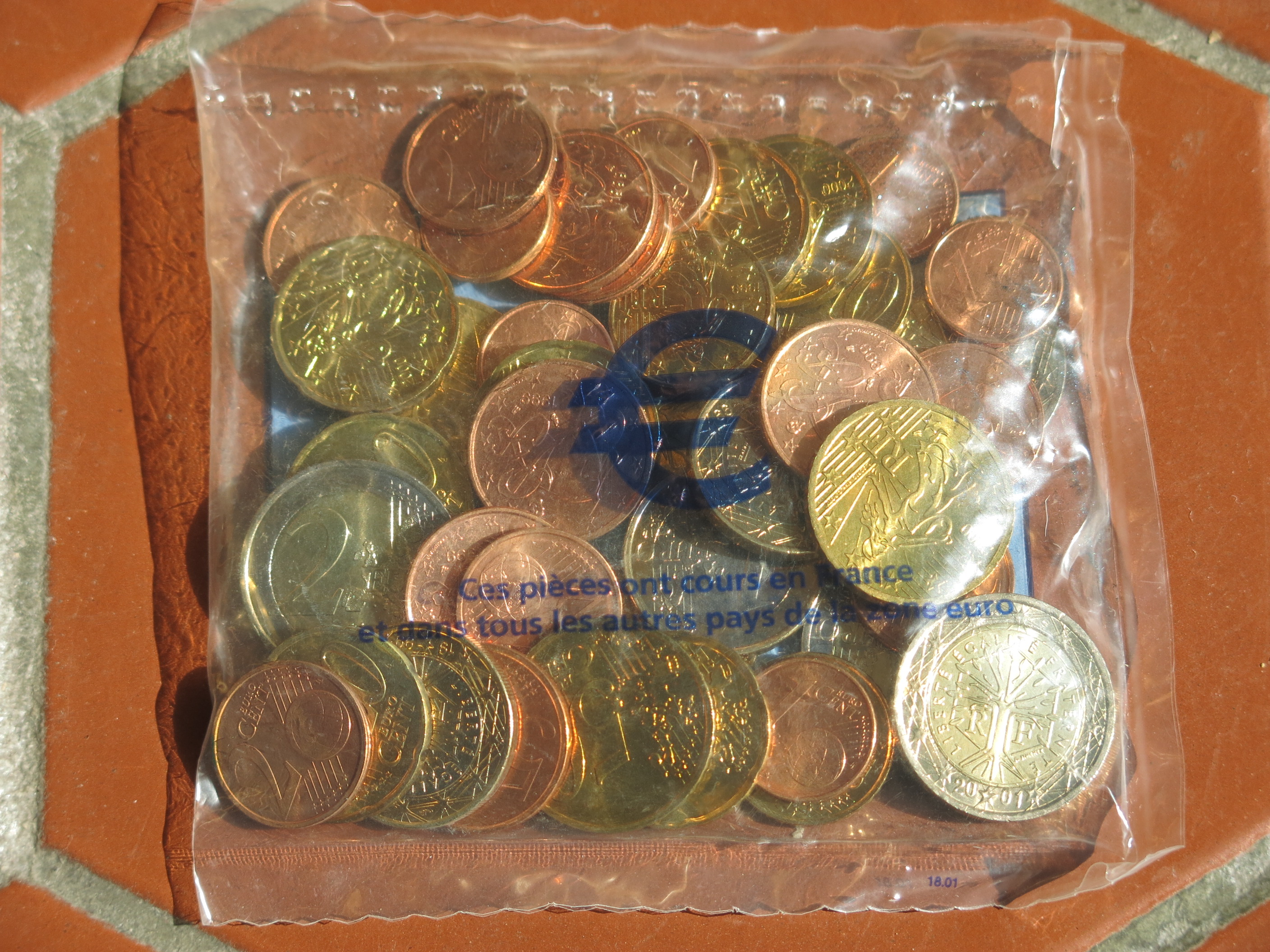
Die französischen Euro-Münzen zeigen die Nationalfigur Marianne, eine säende Frau und einen Baum

- Berlin/Deutschland: Das Atomausstiegsgesetz passiert den Bundestag und auch die notwendige Zustimmung des Bundesrats erscheint wegen der dortigen Parteizugehörigkeiten als gesichert.[11]
- Mittelamerika: Bei der ringförmigen Sonnenfinsternis ist von Costa Rica und Nicaragua aus gesehen die Sonne etwa drei Minuten lang teilweise vom Mond verdeckt.[12]
- New York/Vereinigte Staaten: Das Weltwirtschaftsforum tagt und es kommt trotz Demonstrationsverbots zu Protesten. Zeitgleich findet in Porto Alegre, Brasilien, die Gegenveranstaltung, das Weltsozialforum, statt.
- Paris/Frankreich: Für den Gegenwert von 100 Französischen Francs können ab heute in Frankreich und Monaco Euro-Starterkits mit Münzen im Nennwert von 15,25 Euro erworben werden, mit denen im Handel jedoch erst ab dem 1. Januar 2002 bezahlt werden kann.[13]
- Wiesbaden/Deutschland: „11. September“ als Phrase für die Terroranschläge in den Vereinigten Staaten lautet für die Gesellschaft für deutsche Sprache das Wort des Jahres in Deutschland.[14]

### Samstag, 15. Dezember 2001

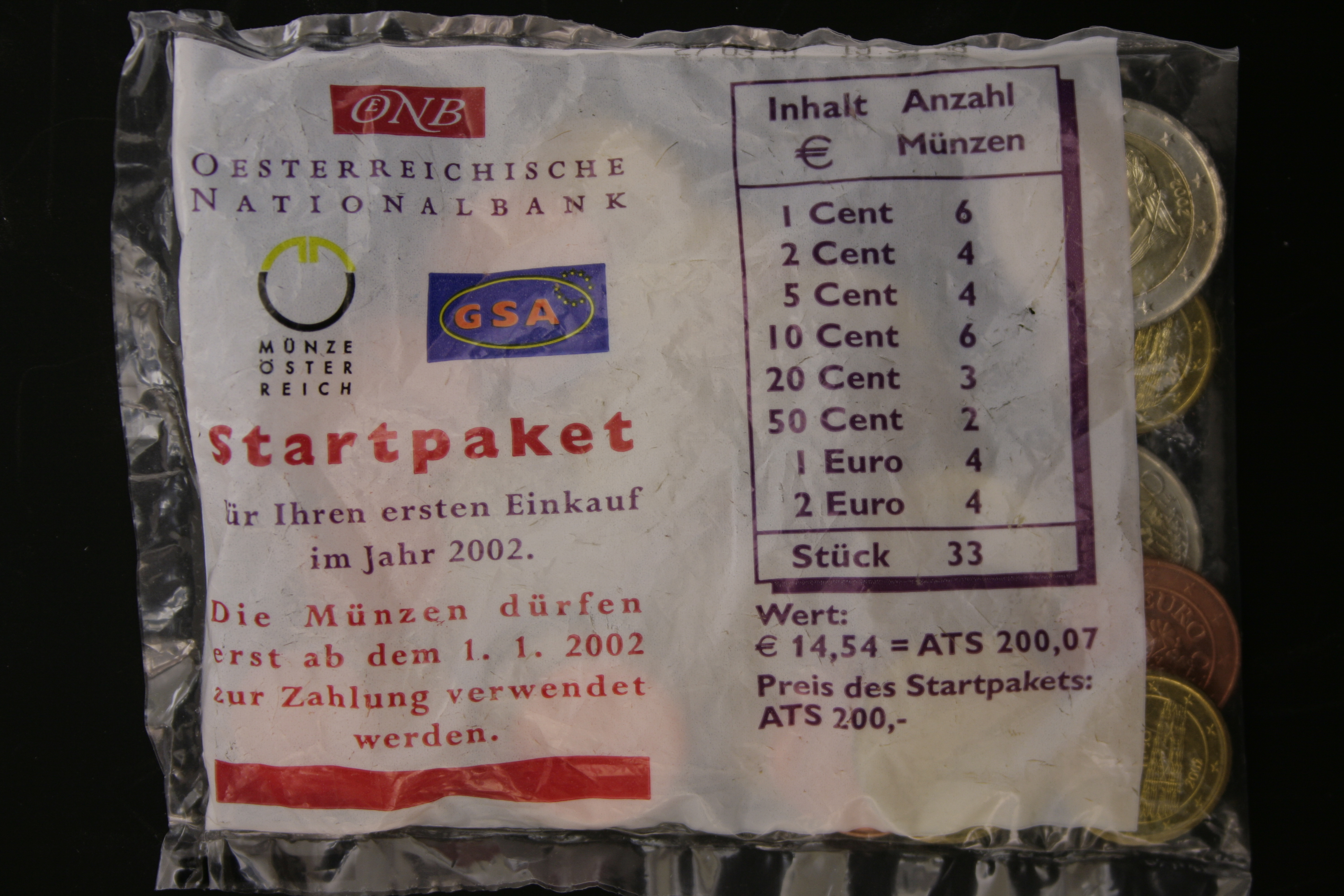
Die österreichischen Euromünzen zeigen Blumen, Bauwerke sowie Wolfgang Amadeus Mozart und Bertha von Suttner

Logo der Verenigde Senioren Partij (VSP)

- Wien/Österreich: Die Münze Österreich bringt erstmals Euro-Bargeld in Verkehr. Es kann als Startpaket zum Kaufpreis von 200,00 Schilling erworben werden. Die Münzen tragen auf der Rückseite die individuellen Prägungen der Republik Österreich.[15]
- Niederlande: Die Verenigde Senioren Partij (VSP) entsteht durch eine Fusion der beiden Seniorenparteien „Algemene Senioren Partij“ (ASP) und „Ouderenunie“.

### Sonntag, 16. Dezember 2001
- Meran/Italien: Russland wird Weltmeister im Handball durch einen 30:25-Sieg im Finale der 15. Frauen-WM gegen Norwegen.[16]
- Santiago/Chile: Die Parlamentswahlen finden statt.
- San Gregorio Magno/Italien: Bei einem Gebäudebrand in einem psychiatrischen Pflegeheim kommen 19 Menschen ums Leben.[17]

### Montag, 17. Dezember 2001

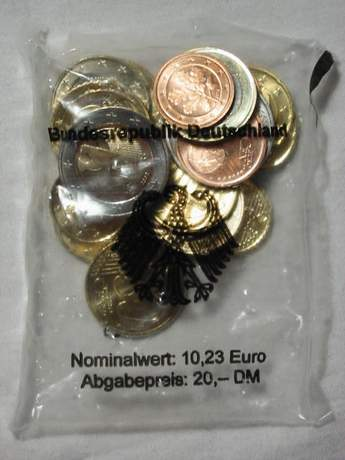
Die Rückseiten der deutschen Euro-Münzen tragen die Motive „Eichenlaub“, „Brandenburger Tor“ und „Adler“

- Frankfurt am Main/Deutschland: Im Auftrag der Europäischen Zentralbank werden die ersten Euro-Bargeld-Starterkits im Nennwert von 10,23 Euro mit den durch die deutsche Bundesregierung genehmigten nationalen Rückseitenmotiven herausgegeben. Kaufwillige können eine Tüte für 20,00 D-Mark erwerben.[18]

### Donnerstag, 20. Dezember 2001
- Berlin/Deutschland: Der Bundesrat stimmt der Verkürzung des Grundwehrdiensts in der Bundeswehr von zehn auf neun Monate zu. Damit ist die kürzere Dienstpflicht endgültig beschlossen.[19]

### Freitag, 21. Dezember 2001
- Buenos Aires/Argentinien: Die Krise des Landes wirkt sich nun auch auf das höchste politische Staatsamt aus. Präsident Fernando de la Rúa tritt zurück.[20]

### Samstag, 22. Dezember 2001
- Berlin/Deutschland: Der Bundestag stimmt der Entsendung deutscher Streitkräfte nach Afghanistan zur Umsetzung der Resolution 1386 des UN-Sicherheitsrates mit großer Mehrheit zu.
- College Station/Vereinigte Staaten: Erstmals wird eine geklonte Katze geboren. 82 geklonte Embryonen starben vor der Geburt.[21]
- Paris/Frankreich: Der islamistische Terrorist Richard Reid versucht mit einer Schuhbombe den American-Airlines-Flug 63 zum Absturz zu bringen. Zwei Flugbegleiterinnen und Passagiere konnten ihn vom Zünden der Bombe abhalten.[22]

### Sonntag, 23. Dezember 2001
- Moroni/Komoren: In einem Referendum nimmt die stimmberechtigte Bevölkerung die neue Verfassung an.

### Donnerstag, 27. Dezember 2001
- Lusaka/Sambia: Bei den gleichzeitig stattfindenden Wahlen zur Präsidentschaft und zur Nationalversammlung ist Levy Mwanawasa mit allerdings nur 29,15 % der Stimmen erfolgreich. Seine Partei, das Movement for Multi-Party Democracy (MMD) gewinnt die relative Mandatsmehrheit in der Nationalversammlung. Von Beobachtern werden die Wahlen als mangelhaft durchgeführt und weder fair noch transparent beurteilt.

### Samstag, 29. Dezember 2001
- Lima/Peru: Im Einkaufszentrum Mesa Redonda der peruanischen Hauptstadt sorgt eine Kettenreaktion von Feuerwerksartikeln für einen Großbrand. Bei den Feuer sterben 291 Menschen, 134 werden verletzt.[23]

### Montag, 31. Dezember 2001

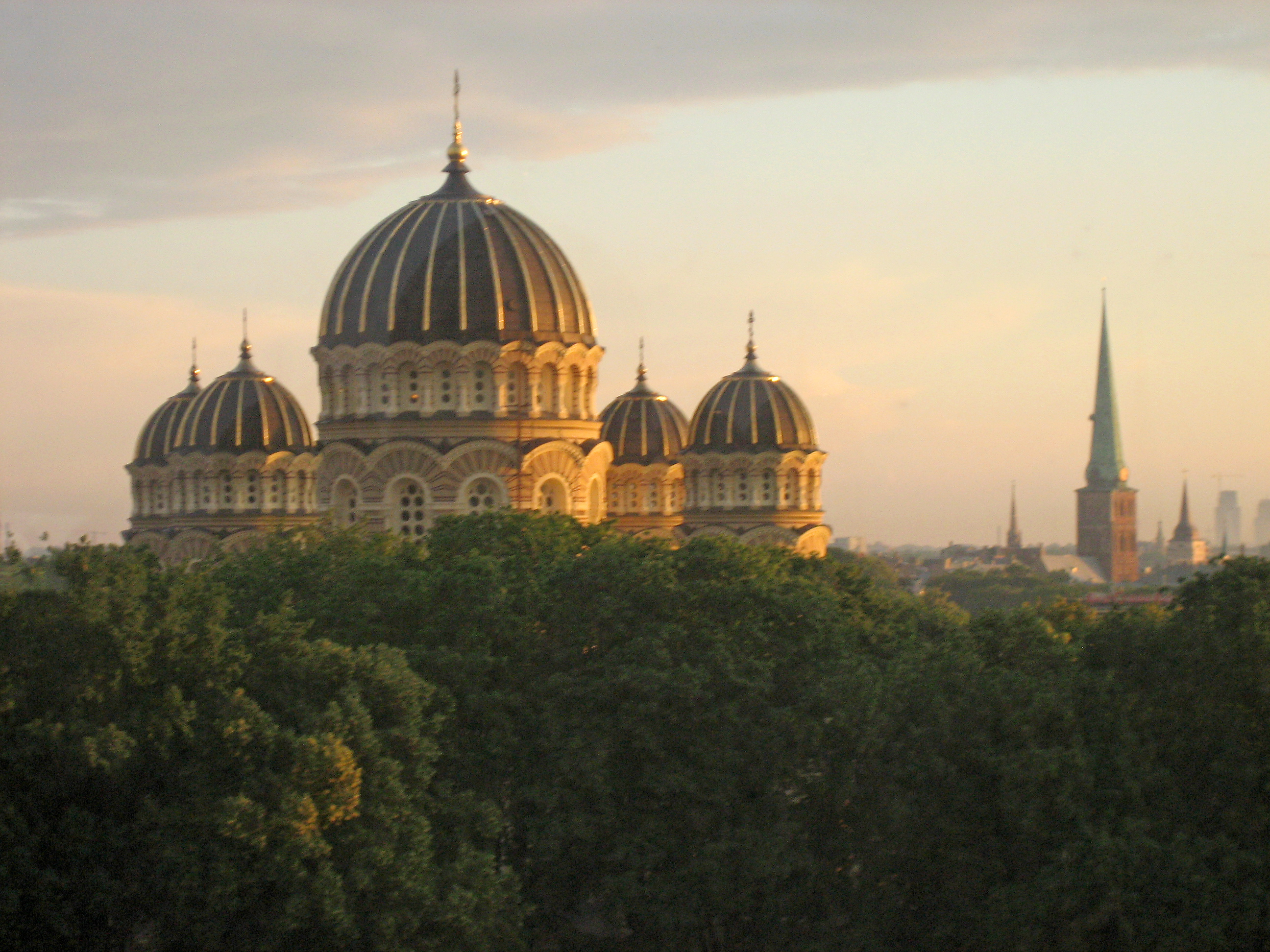
Kathedrale der russisch-orthodoxen Minderheit in Riga

- Redmond/Vereinigte Staaten: Das Softwareunternehmen Microsoft stellt nach 16 Jahren den Support für die Versionen 1.0x der Benutzeroberfläche Windows ein, welche die Grundlage für alle nachfolgenden Versionen des gleichnamigen Betriebssystems bilden.[24]
- Riga/Lettland, Tallinn/Estland: Die seit 1993 laufende OSZE-Beobachtung zur Überwachung der Situation der Minderheiten im Baltikum verliert mit der Aufnahme von Verhandlungen über den Beitritt der beiden Staaten zur Europäischen Union ihre Zuständigkeit. Im Verlauf der heute ablaufenden Mission befanden ihre Mitarbeiter mehrfach, dass der Minderheitenschutz in Estland und Lettland ausreichend ist.[25]

## Weblinks

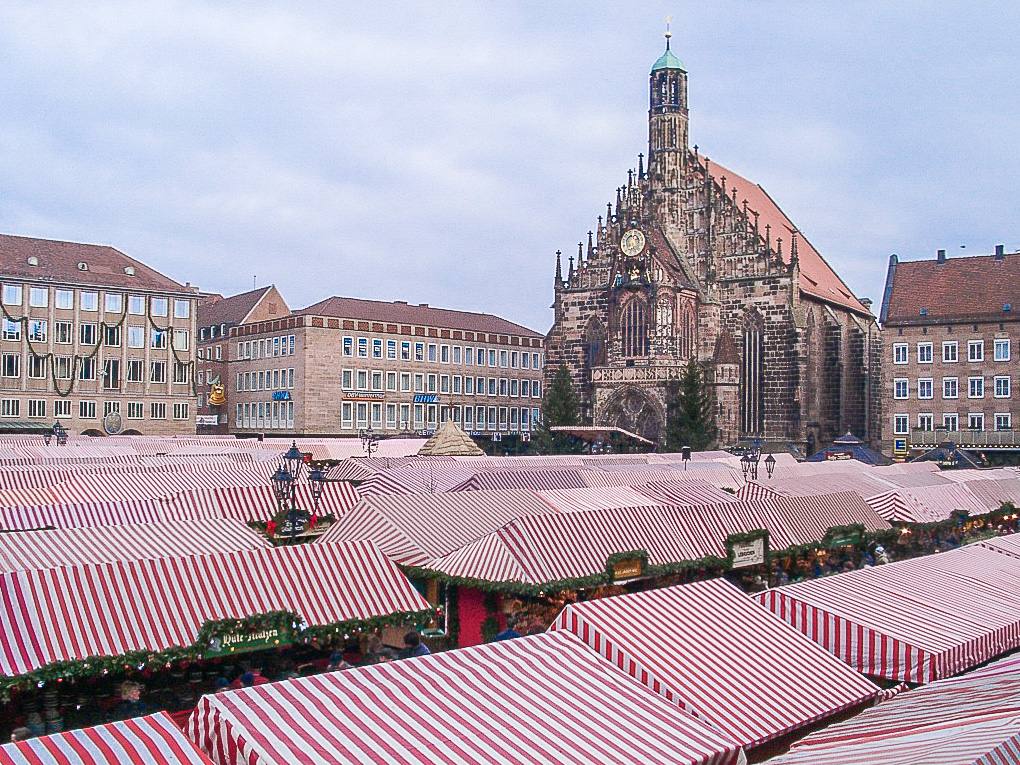
Nürnberg im Dezember 2001